# Norbert Walter (Politiker)

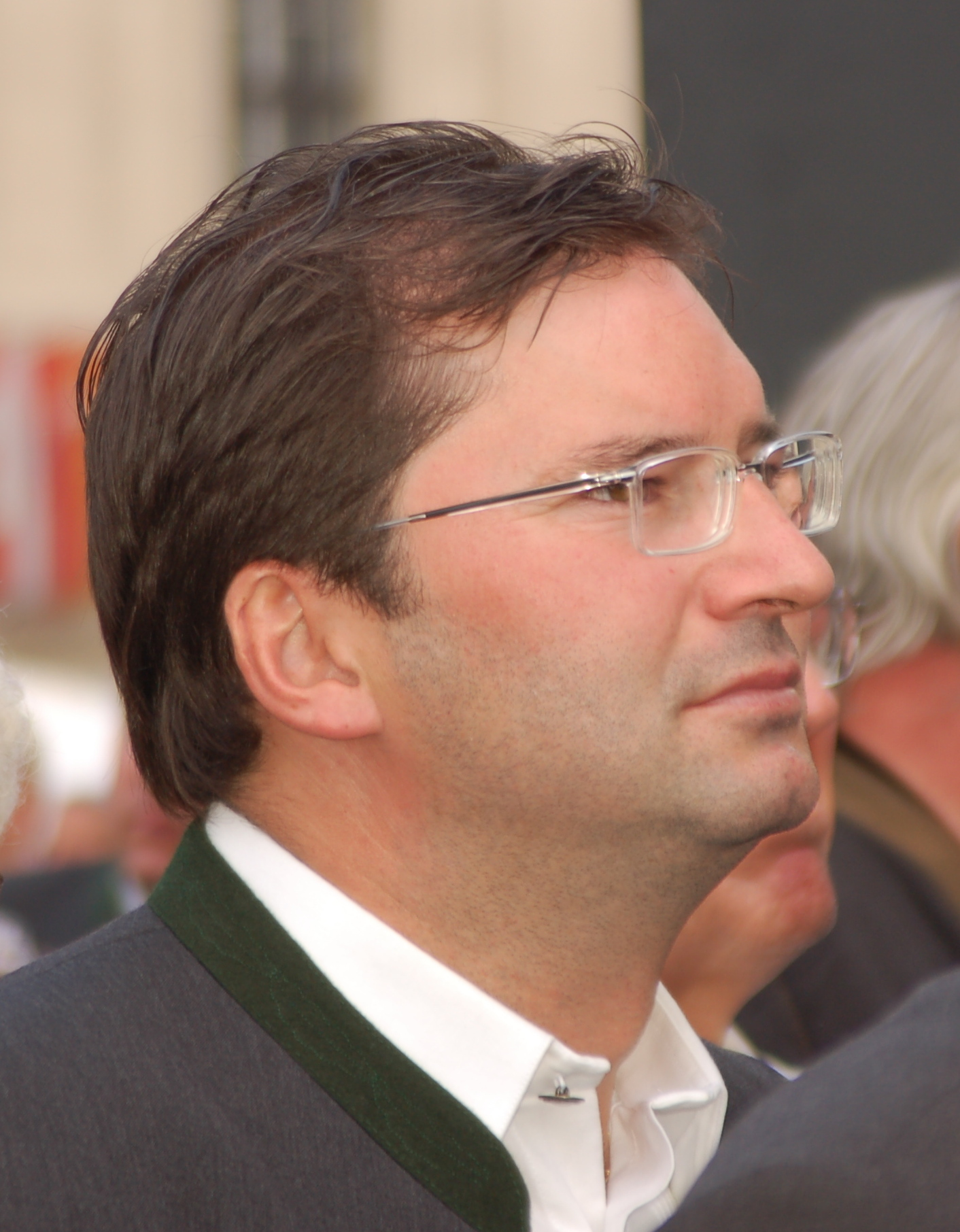
Norbert Walter (2008)

Norbert Walter (* 24. April 1968 in Galtür/Tirol) ist ein Politiker der ÖVP.

## Leben
Norbert Walter maturierte 1988 am Humanistischen Gymnasium der Franziskaner in Hall in Tirol. 1989 begann er das Studium der Landwirtschaft/Agrarökonomie an der Universität für Bodenkultur Wien (Boku). 
1995 war Norbert Walter einer der Mitinitiatoren der internationalen Almkäseolympiade in Galtür. Im selbigen Jahr wurde die Idee einer Almkäseverkostung im Rahmen eines Bezirkslandjugendtages (Jungbauernschaft/Landjugend) im Kaunertal ausgearbeitet. Eine Vorläuferveranstaltung gab es bereits im Jahr 1987 mit einer Almkäseverkostung in Perjen.
Im September 2002 erfolgte der Einstieg in die Politik, er wurde der Nachfolger von Wolfgang Gerstl als Landesgeschäftsführer der ÖVP Wien. Von Oktober 2005 bis November 2015 war Norbert Walter mit Unterbrechungen (während der Zeit als Stadtrat) Landtagsabgeordneter und Gemeinderat in Wien. Am 15. Jänner 2007 wurde er von der ÖVP Wien zum Nachfolger von Johannes Hahn als nicht amtsführender Wiener Stadtrat ernannt. 
Aufgrund der ÖVP-Niederlage bei der Landtags- und Gemeinderatswahl in Wien 2010 gab Norbert Walter am 12. Oktober 2010 seinen Rücktritt als Landesgeschäftsführer der ÖVP-Wien mit Jahresende 2010 bekannt. Er ist seit 2023 Präsident der Landwirtschaftskammer Wien. Von Mai 2012 bis Oktober 2013 war er Abgeordneter zum Österreichischen Nationalrat.
Seit 2006 keltert Norbert Walter in Wien-Stammersdorf auch seinen eigenen Wein, den er unter dem Namen Weingut Walter Wien vertreibt.

## Auszeichnungen (Auswahl)
- 2023: Goldenes Ehrenzeichen für Verdienste um das Land Wien[3]